# Decaimiento exponencial

Una cantidad en decaimiento exponencial. Las constantes de decaimiento más grandes hacen que la cantidad desaparezca mucho más rápidamente. Este gráfico muestra el decaimiento para la constante de desintegración (λ) de 25, 5, 1, 1/5 y 1/25 para x de 0 a 5.

Una cantidad está sujeta a un decaimiento exponencial si se disminuye a una tasa proporcional con respecto a su valor actual.  Simbólicamente, este proceso puede ser expresado por la siguiente ecuación diferencial, donde N es la cantidad y λ (lambda) es una tasa positiva llamada constante de decaimiento exponencial:
{\displaystyle {\frac {dN}{dt}}=-\lambda N.}
La solución a esta ecuación (ver derivación más abajo) es:
{\displaystyle N(t)=N_{0}e^{-\lambda t},}
donde N (t) es la cantidad en el momento t y N0 = N(0)  es la cantidad inicial, es decir, la cantidad en el momento t = 0

## Medición de la velocidad de decaimiento

### Promedio de vida
Si la cantidad en decadencia, N(t), es el número de elementos discretos en un determinado conjunto, es posible calcular el tiempo medio que un elemento permanece en el conjunto.  A esto se le llama la vida media (o simplemente la vida), a menudo es denotada como {\displaystyle \tau }. La vida media o promedio, {\displaystyle \tau }, se relaciona con la tasa de decaimiento, λ, de la siguiente manera:
{\displaystyle \tau ={\frac {1}{\lambda }}.}
La vida media se puede considerar como un "tiempo de escala", porque la ecuación de decaimiento exponencial se puede escribir en términos de la vida media, {\displaystyle \tau }, en lugar de la constante de decaimiento, λ:
{\displaystyle N(t)=N_{0}e^{-t/\tau }.}
De donde se deduce que {\displaystyle \tau } es el momento en que la población del conjunto queda reducida a 1/e ≈ 0.367879441 multiplicado por su valor inicial.
Por ejemplo, si la población inicial, N(0), es 1000, entonces la población transcurrido un tiempo {\displaystyle \tau } viene dada por {\displaystyle N(\tau )=1000/e=368}.

### Semivida
En algunos casos, una medida más útil del decaimiento exponencial es el tiempo necesario para que la cantidad del producto en decaimiento se reduzca a la mitad de su valor inicial. Este tiempo recibe el nombre de semivida, o periodo de semidesintegración en contextos radioactivos, y a menudo es denotado por el símbolo t1/2. La semivida puede escribirse en términos de la constante de decaimiento, λ, o de la vida media, τ, como:
{\displaystyle t_{1/2}={\frac {\ln(2)}{\lambda }}=\tau \ln(2).}
Ecuación que se ha obtenido resolviendo para t1/2 la ecuación exponencial:
{\displaystyle N_{0}e^{-t_{1/2}/\tau }=1/2.}
Así, la cantidad de sustancia que queda transcurrido un tiempo t1/2 es 2−1 = 1/2 elevado al número (entero o no) de vidas medias que han transcurrido. Por ememplo, después de 3 vidas medias quedarán 1/23 = 1/8 del material original.
Por lo tanto, la vida media {\displaystyle \tau } es igual a la semivida dividida por el logaritmo natural de 2, o:
{\displaystyle \tau ={\frac {t_{1/2}}{\ln(2)}}\approx 1.44\cdot t_{1/2}.}
Esto es, el período de semidesintegración o semivida de una sustancia es aproximadamente el 69,31 % de su vida media. Por ejemplo, el polonio-210 tiene una semivida de 138 días, y una vida media de 200 días.

## Solución de la ecuación diferencial
La ecuación que describe el decaimiento exponencial es
{\displaystyle {\frac {dN}{dt}}=-\lambda N}
o, por reordenación (aplicando el método de separación de variables),
{\displaystyle {\frac {dN}{N}}=-\lambda dt.}
Integrando, tenemos
{\displaystyle \ln N=-\lambda t+C\,}
donde C es la constante de integración, y por lo tanto
{\displaystyle N(t)=e^{C}e^{-\lambda t}=N_{0}e^{-\lambda t}\,}
donde la sustitución final, N0 = eC, se obtiene evaluando la ecuación a t = 0, ya que N0 se define como la cantidad a t = 0.
Esta es la forma de la ecuación que se usa más comúnmente para describir el decaimiento exponencial.  Cualquiera de las constante de decaimiento, vida útil media o vidas media es suficiente para caracterizar el decaimiento.  La notación λ para la constante de decaimiento es un remanente de la notación usual para un valor propio.  En este caso, λ es el valor propio del opuesto del operador diferencial con N(t) como la autofunción correspondiente. Las unidades de la constante de caída son s−1[cita requerida].

### Derivación de la vida útil media
Dado un conjunto de elementos, cuyo número disminuye en última instancia a cero, la vida útil media, {\displaystyle \tau }, (también llamada simplemente vida útil) es el valor esperado de la cantidad de tiempo que transcurre antes de que un objeto sea retirado del conjunto.  Específicamente, si la "vida útil individual" de un elemento del conjunto es el tiempo transcurrido entre un determinado tiempo de referencia y la retirada de ese elemento del conjunto, la vida útil media es la media aritmética de los tiempos de vida individuales.
A partir de la fórmula de población
{\displaystyle N=N_{0}e^{-\lambda t},\,}
primero deja que c sea el factor normalizador para convertir a función de densidad de probabilidad:
{\displaystyle 1=\int _{0}^{\infty }c\cdot N_{0}e^{-\lambda t}\,dt=c\cdot {\frac {N_{0}}{\lambda }}}
o, en la reorganización,
{\displaystyle c={\frac {\lambda }{N_{0}}}.}
El decaimiento exponencial es un escalar múltiple de la distribución exponencial. (es decir, la vida útil individual de cada objeto se distribuye exponencialmente), que tiene un valor esperado bien conocido.  Podemos calcularlo aquí usando integración por partes.
{\displaystyle \tau =\langle t\rangle =\int _{0}^{\infty }t\cdot c\cdot N_{0}e^{-\lambda t}\,dt=\int _{0}^{\infty }\lambda te^{-\lambda t}\,dt={\frac {1}{\lambda }}.}

### Decaimiento por dos o más procesos
Una cantidad puede decaer a través de dos o más procesos diferentes simultáneamente. En general, estos procesos (a menudo llamados "modos de decaimiento", "canales de decaimiento", "rutas de decaimiento", etc.) tienen diferentes probabilidades de ocurrir, y por lo tanto ocurren a diferentes velocidades y con diferentes vidas medias, en paralelo. La tasa de decaimiento total de la cantidad N viene dada por la suma de las rutas de decaimiento; por lo tanto, en el caso de dos procesos:
{\displaystyle -{\frac {dN(t)}{dt}}=N\lambda _{1}+N\lambda _{2}=(\lambda _{1}+\lambda _{2})N.}
La solución a esta ecuación se da en la sección anterior, donde la suma de {\displaystyle \lambda _{1}+\lambda _{2}\,} se trata como una nueva constante de decaimiento total {\displaystyle \lambda _{c}}.
{\displaystyle N(t)=N_{0}e^{-(\lambda _{1}+\lambda _{2})t}=N_{0}e^{-(\lambda _{c})t}.}
La vida útil parcial asociada a los procesos individuales es por definición del inverso multiplicativo de la correspondiente constante de decaimiento parcial: {\displaystyle \tau =1/\lambda }. Una combinación de {\displaystyle \tau _{c}} puede ser dada en términos de {\displaystyle \lambda }s:
{\displaystyle {\frac {1}{\tau _{c}}}=\lambda _{c}=\lambda _{1}+\lambda _{2}={\frac {1}{\tau _{1}}}+{\frac {1}{\tau _{2}}}}
{\displaystyle \tau _{c}={\frac {\tau _{1}\tau _{2}}{\tau _{1}+\tau _{2}}}.}
Dado que la vida útil difiere de la vida media en un factor constante, la misma ecuación se mantiene en términos de las dos vidas medias correspondientes:
{\displaystyle T_{1/2}={\frac {t_{1}t_{2}}{t_{1}+t_{2}}}}
donde {\displaystyle T_{1/2}} es la vida media combinada o total para el proceso, {\displaystyle t_{1}} y {\displaystyle t_{2}} se denominan vida media parcial de los procesos correspondientes. Los términos "vida media parcial" y "vida útil parcial" denotan cantidades derivadas de una constante de decaimiento como si el modo de decaimiento dado fuera el único modo de decaimiento para la cantidad. El término vida media parcial es engañoso, ya que no puede medirse como un intervalo de tiempo en el que una determinada cantidad se reduce a la mitad.
En términos de constantes de decaimiento separadas, se puede demostrar que la vida media total {\displaystyle T_{1/2}} es de
{\displaystyle T_{1/2}={\frac {\ln 2}{\lambda _{c}}}={\frac {\ln 2}{\lambda _{1}+\lambda _{2}}}.}
Para un decaimiento por tres procesos exponenciales simultáneos, la vida media total puede calcularse como se indica arriba:
{\displaystyle T_{1/2}={\frac {\ln 2}{\lambda _{c}}}={\frac {\ln 2}{\lambda _{1}+\lambda _{2}+\lambda _{3}}}={\frac {t_{1}t_{2}t_{3}}{(t_{1}t_{2})+(t_{1}t_{3})+(t_{2}t_{3})}}.}

## Aplicaciones y ejemplos
El decaimiento exponencial ocurre en una amplia variedad de situaciones. La mayoría de éstos caen en el dominio de las ciencias naturales.
Muchos procesos de decaimiento que a menudo se tratan como exponenciales, son realmente exponenciales siempre y cuando la muestra sea grande y la ley de los grandes números se mantenga.  Para muestras pequeñas, es necesario un análisis más general, que dé cuenta de un proceso de Poisson.

### Ciencias Naturales
- Reacciones químicas: Las velocidades de ciertos tipos de reacciones químicas dependen de la concentración de uno u otro reactivo. Las reacciones cuya velocidad depende sólo de la concentración de un reactante (conocidas como reacciones de primer orden) siguen consecuentemente el decaimiento exponencial. Por ejemplo, muchas reacciones enzima-catalizada se comportan de esta manera.
- Electrostática: La carga eléctrica (o equivalente, el potencial) contenido en un condensador (capacitancia C) cambia exponencialmente, si el condensador experimenta una constante carga externa. (resistencia R).  La constante de tiempo exponencial τ para el proceso es R C, y la vida media es por lo tanto R C ln2. Esto se aplica tanto a la carga como a la descarga, es decir, un condensador carga o descarga de acuerdo con la misma ley. Las mismas ecuaciones pueden aplicarse a la corriente en un inductor. (Además, el caso particular de un condensador o inductor cambiando a través de varios paralelos resistors hace un ejemplo interesante de múltiples procesos de decaimiento, con cada resistencia representando un proceso separado. De hecho, la expresión para la resistencia equivalente de dos resistencias en paralelo refleja la ecuación para la vida media con dos procesos de decaimiento.)
- Geofísica: La presión atmosférica disminuye aproximadamente exponencialmente con el aumento de la altura sobre el nivel del mar, a una tasa de alrededor del 12% por 1000m.[cita requerida]
- Transferencia de calor: Si un objeto a una temperatura es expuesto a un medio de otra temperatura, la diferencia de temperatura entre el objeto y el medio sigue una decadencia exponencial (en el límite de los procesos lentos; equivalente a una "buena" conducción de calor dentro del objeto, de modo que su temperatura permanece relativamente uniforme a través de su volumen). Véase también la ley del enfriamiento de Newton.
- Luminiscencia: Después de la excitación, la intensidad de emisión – que es proporcional al número de átomos o moléculas excitadas – de un material luminiscente decae exponencialmente. Dependiendo del número de mecanismos involucrados, el decaimiento puede ser mono- o multi-exponencial.[2]
- Farmacología y toxicologia: Se ha descubierto que muchas sustancias administradas se distribuyen y se metabolizan (Véase depuración) de acuerdo con patrones de decaimiento exponencial. La semivida de eliminación, "semivida alfa" y la "semivida beta" de una sustancia miden la rapidez con la que se distribuye y elimina una sustancia.
- Física óptica: La intensidad de la radiación electromagnética como la luz, los rayos X o los rayos gamma en un medio absorbente, sigue una disminución exponencial con la distancia al medio absorbente. Esto se conoce como la ley de Beer-Lambert.
- Radioactividad: En una muestra de un radionucleido que se somete a una desintegración radioactiva a un estado diferente, el número de átomos en el estado original sigue al decaimiento exponencial, siempre y cuando el número restante de átomos sea grande. El producto de desintegración se denomina nucleido radiogénico.[3]
- Termoelectricidad: La disminución de la resistencia de un coeficiente negativo de temperatura a medida que aumenta la temperatura.
- Vibraciones: Algunas vibraciones pueden decaer exponencialmente; esta característica se encuentra a menudo en osciladores mecánicos amortiguados y se utiliza para crear envolventes ADSR en sintetizadores.  Un sistema sobreamortiguado  simplemente retornará al equilibrio a través de una decadencia exponencial.
- Espuma de cerveza: Arnd Leike, de la Universidad Ludwig Maximilian de Múnich, ganó un Premio Ig Nobel de Física en 2002 por demostrar que la espuma de la cerveza obedece a de la ley de la decadencia exponencial.[4]

### Ciencias sociales
- Seguridad y servicios sociales: Un fondo de retiro se deteriorará exponencialmente al estar sujeto a montos de pago discretos, generalmente mensuales, y a una entrada sujeta a una tasa de interés continua. Una ecuación diferencial dA/dt = entrada - la salida puede ser escrita y resuelta para encontrar el tiempo para alcanzar cualquier cantidad A, que permanezca en el fondo.
- En la simple glotocronología, la suposición (discutible) de una tasa de decaimiento constante en las lenguas permite estimar la edad de cada una de ellas. (Para calcular el tiempo de división entre dos idiomas se requieren suposiciones adicionales, independientemente de la decadencia exponencial).

### Ciencias de la computación
- El protocolo de enrutamiento central en Internet, BGP, tiene que mantener una tabla de enrutamiento para recordar las rutas a las que se puede desviar un paquete. Cuando una de estas rutas cambia repetidamente su estado de disponible a no disponible (y vice versa), el router BGP que controla esa ruta tiene que añadir y quitar repetidamente el registro de rutas de su tabla de routing (aletar la ruta), gastando así recursos locales como CPU y RAM, y aún más, transmitiendo información inútil a los routers de los pares. Para evitar este comportamiento indeseado, un algoritmo llamado route flapping damping asigna a cada ruta un peso que aumenta cada vez que la ruta cambia de estado y decae exponencialmente con el tiempo. Cuando el peso alcanza un cierto límite, no se hacen más aleteos, suprimiendo así la ruta.

.